# Hướng tây

La bàn: N – bắc; W – tây; E – đông; S – nam.

Hướng Tây (tiếng Anh: West, chữ Hán: 西) hay "Hướng 9 giờ" là một trong bốn hướng địa lý chính, được ký hiệu là W hoặc T trên la bàn. Hướng này đối diện với hướng Đông, vuông góc với hướng Bắc và hướng Nam. Hướng Tây còn để chỉ bên trái trong các bản đồ, sơ đồ. Hướng Tây là hướng mặt trời lặn trên trái đất. Phương vị: 270°.
Nằm giữa hướng Tây và hướng Bắc là hướng Tây Bắc, còn nằm giữa hướng Tây và hướng Nam là hướng Tây Nam.